# Stanhopea guttulata
Stanhopea guttulata là một loài thực vật có hoa trong họ Lan. Loài này được Lindl. miêu tả khoa học đầu tiên năm 1843.

## Hình ảnh

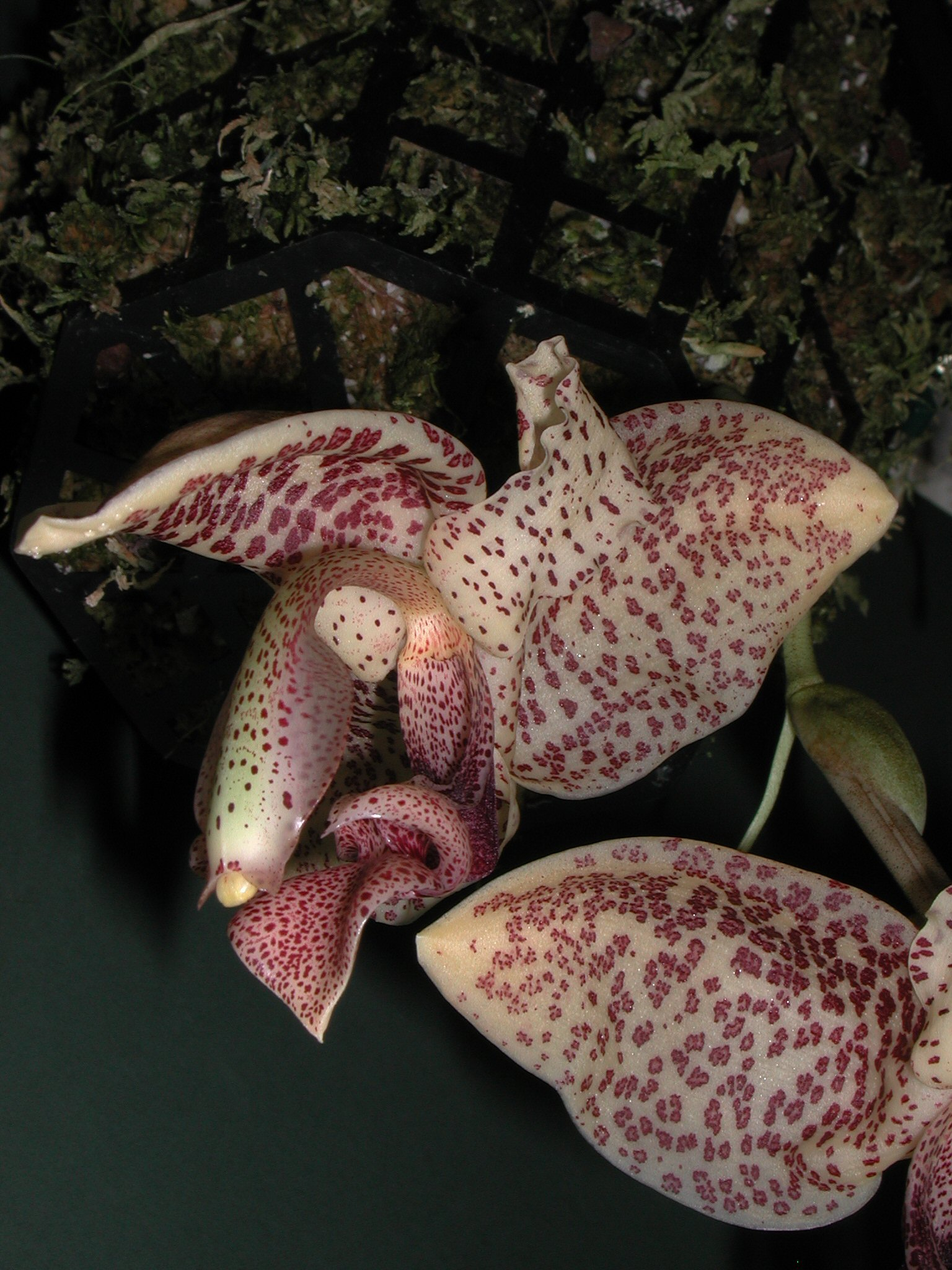
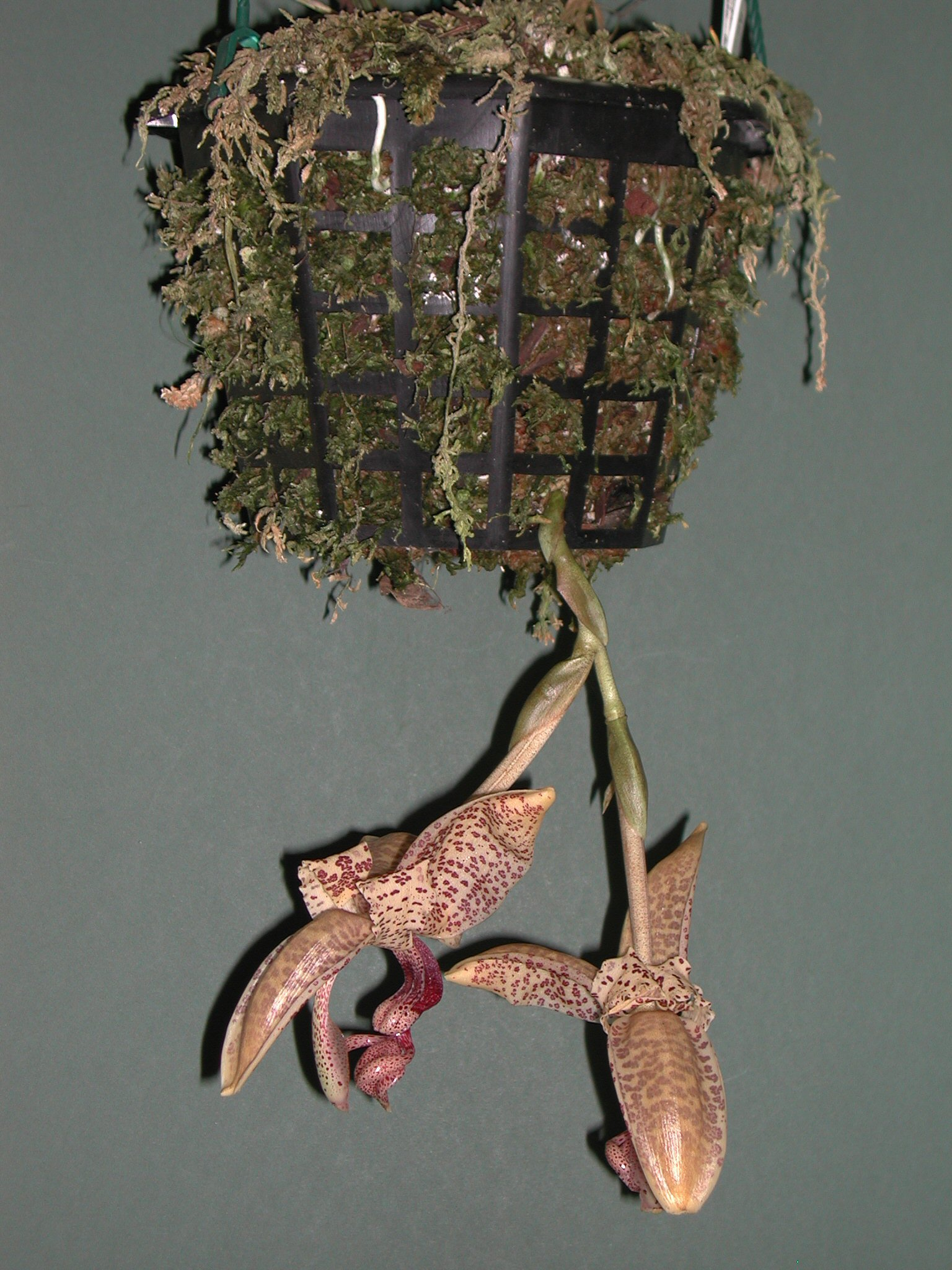